# Kumamoto Yuta
Yuta Kumamoto (sinh ngày 18 tháng 7 năm 1995) là một cầu thủ bóng đá người Nhật Bản.

## Sự nghiệp câu lạc bộ
Yuta Kumamoto đã từng chơi cho Montedio Yamagata.